# Одеяло
Одеялото е вид завивка, предназначена да покрива тялото и предпазва от студ, най-вече по време на спане. Представлява сравнително голямо правоъгълно парче текстил. Традиционно се изработва от памук или вълна, но напоследък и от изкуствени влакна. В редки случаи може да е от козината на някои животни. Съществуват и електрически одеяла, които се затоплят с електричество. Изработват се в различни цветове и шарки.